# ATP Challenger Brisbane
Der ATP Challenger Brisbane (offiziell: Brisbane QTC Tennis International) ist ein Tennisturnier, das von 1981 bis 2007 und seit 2025 in Brisbane, Queensland, stattfindet. Es gehört zur ATP Challenger Tour und wird im Freien auf Hartplatz gespielt. Laurie Warder und Todd Woodbridge gewann jeweils im Einzel und Doppel einen Titel und sind damit die einzigen mehrfachen Titelträger.

## Liste der Sieger

### Einzel
| Jahr                         | Sieger             | Finalgegner     | Ergebnis      |
| ---------------------------- | ------------------ | --------------- | ------------- |
| 2025 (2)                     | Adam Walton        | Jason Kubler    | 7:66, 7:64    |
| 2025 (1)                     | Tristan Schoolkate | Marek Gengel    | 7:63, 7:64    |
| 2008–2024: nicht ausgetragen |                    |                 |               |
| 2007                         | Joseph Sirianni    | Gō Soeda        | 1:6, 6:0, 6:3 |
| 1990–2006: nicht ausgetragen |                    |                 |               |
| 1989                         | Todd Woodbridge    | Scott Warner    | 7:6, 6:3      |
| 1988                         | Laurie Warder      | Stephen Furlong | 3:6, 6:0, 7:6 |
| 1987                         | John Frawley       | Mark Kratzmann  | 6:2, 6:2      |
| 1986                         | Brad Drewett       | Craig A. Miller | 0:6, 6:1, 6:4 |
| 1982–1985: nicht ausgetragen |                    |                 |               |
| 1981                         | Chris Johnstone    | Phil Dent       | 6:4, 6:4      |

### Doppel
| Jahr                         | Sieger                            | Finalgegner                    | Ergebnis           |
| ---------------------------- | --------------------------------- | ------------------------------ | ------------------ |
| 2025 (2)                     | Joshua Charlton Patrick Harper    | Matt Hulme James Watt          | 4:6, 7:65, [12:10] |
| 2025 (1)                     | Matthew Romios Colin Sinclair     | Joshua Charlton Patrick Harper | 7:62, 7:5          |
| 2008–2024: nicht ausgetragen |                                   |                                |                    |
| 2007                         | Rameez Junaid Daniel King-Turner  | Carsten Ball Adam Feeney       | 3:6, 7:63, [10:8]  |
| 1990–2006: nicht ausgetragen |                                   |                                |                    |
| 1989                         | Desmond Tyson Brett Custer        | Shane Barr Ted Scherman        | 6:3, 6:7, 6:1      |
| 1988                         | Paul Kronk Peter Wright           | Stephen Furlong John Gibson    | 6:7, 6:4, 6:4      |
| 1987                         | Jason Stoltenberg Todd Woodbridge | Stephen Furlong Peter Wright   | 6:3, 7:5           |
| 1986                         | Peter Doohan Laurie Warder        | Brad Drewett Craig A. Miller   | 7:5, 7:5           |
| 1982–1985: nicht ausgetragen |                                   |                                |                    |
| 1981                         | Chris Johnstone Craig A. Miller   | Brad Drewett Warren Maher      | 6:4, 7:5           |